# Bruno Cazarine
Bruno Cazarine Constantino, mais conhecido como Bruno Cazarine (Mogi das Cruzes, 6 de maio de 1983), é um ex-futebolista brasileiro que atuava como atacante e empresário.

## Carreira
Atuando pela Chapecoense, foi o artilheiro do Campeonato Catarinense de 2009, com 17 gols.
Em agosto de 2009, Cazarine é contratado pelo Guarani para a disputa do Campeonato Brasileiro da Série B.
Para a temporada de 2010, Cazarine voltou à Chapecoense. Não teve uma boa campanha, assim como o time que foi rebaixado à Segunda Divisão do Campeonato Catarinense.. Para o restante da temporada, transferiu-se para o Vila Nova.
Ainda em 2010, Cazarine é contratado pelo Sydney da Austrália.
Cazarine fez 50 partidas pelo Sydney anotando 17 gols, tendo como sua última partida a derrota 3–2 para o Wellington Phoenix. Ele deixou o clube no final da temporada 2011-12 citando uma mistura de incerteza a respeito de sua futuro no clube, bem como razões familiares de volta ao Brasil.
No verão de 2012, Cazarine chegou ao Reino Unido para realizar testes no Coventry City.

## Marca
Cazarine é o atacante mais produtivo da história do Sydney FC, com média de 0,34 gols por jogo. Com esta média, Cazarine ultrapassou o ex-atleta do clube Dwight Yorke que tinha média de 0,32 e Alex Brosque em terceiro com 0,30. Isto também inclui muitos jogos como reserva na temporada 2011-12.

## Aposentadoria
Cazarine aposentou-se aos 29 anos, após não renovar com o Sydney FC. Segundo o próprio jogador: "Talvez eu tivesse lenha para queimar ainda, mas a decisão foi bem pensada. Esse mundo do futebol cansa e eu já pensava em parar há um certo tempo, não me arrependo". Atualmente é empresário na região do Vale da Paraíba em São Paulo.

## Títulos
Palmeiras
- Campeonato Brasileiro de Futebol - Série B - 2003.